# Lliga mauriciana de futbol
La lliga mauriciana de futbol és la màxima competició futbolística de Maurici.

## Principals estadis
| Ciutat                | Estadi                                   | Capacitat |
| --------------------- | ---------------------------------------- | --------- |
| Port Louis            | Estadi St. François Xavier               | 2.500     |
| Curepipe              | Estadi George V                          | 6.200     |
| Belle Vue Maurel      | Estadi Anjalay                           | 16.000    |
| Central Flacq         | Estadi Auguste Vollaire                  | 4.000     |
| Quatre Bornes         | Estadi Sir Guy Rozemont                  | 1.000     |
| Mahébourg             | Estadi Harry Latour                      | 2.000     |
| Bambous               | Estadi Germain Comarmond                 | 5.000     |
| Beau Bassin-Rose Hill | Sir Gaëtan Duval                         | 6.500     |
| Curepipe              | Estadi Sir Winston Churchill (Vélodrome) | 2.000     |
| Saint Pierre          | Estadi de Cote d'Or                      | 5.000     |

## Historial
Font:
- 1935:  Curepipe SC (1)
- 1936:  Garrison (1)
- 1937:  Garrison (2)
- 1938:  FC Dodo (1)
- 1939:  FC Dodo (2)
- 1940: No es disputà
- 1941: No es disputà
- 1942:  Fire Brigade SC (1)
- 1943: No es disputà
- 1944:  FC Dodo (3)
- 1945:  FC Dodo (4)
- 1946:  FC Dodo (5)
- 1947:  Collège St. Esprit (1)
- 1948:  FC Dodo (6)
- 1949:  Faucon Flacq (1)
- 1950:  Fire Brigade SC (2)
- 1951:  FC Dodo (7)
- 1952: No es disputà
- 1953:  FC Dodo (8)
- 1954:  Faucon Flacq (2)
- 1955:  Faucon Flacq (3)
- 1956: No es disputà
- 1957:  FC Dodo (9) i
 Faucon Flacq (4) (compartit)
- 1958:  Faucon Flacq (5)
- 1959:  FC Dodo (10)
- 1960: No es disputà
- 1961:  Fire Brigade SC (3)
- 1962:  Police Club (1)
- 1963:  Racing Club (1)
- 1964:  FC Dodo (11)
- 1965:  Police Club (2)
- 1966:  FC Dodo (12)
- 1967:  Police Club (3)
- 1968:  FC Dodo (13)
- 1969: No es disputà
- 1970: No es disputà
- 1971:  Police Club (4)
- 1972:  Police Club (5)
- 1973:  Fire Brigade SC (4)
- 1974:  Fire Brigade SC (5)
- 1975:  Hindu Cadets (1)
- 1976:  Muslim Scouts Club (1)
- 1976-77:  Hindu Cadets (2)
- 1977-78:  Racing Club (2)
- 1978-79:  Hindu Cadets (3)
- 1979-80:  Fire Brigade SC (6)
- 1980-81:  Police Club (6)
- 1981-82:  Police Club (7)
- 1982-83:  Fire Brigade SC (7)
- 1983-84:  Fire Brigade SC (8)
- 1984-85:  Fire Brigade SC (9)
- 1985-86:  Cadets Club (4)
- 1986-87:  Sunrise SC (1)
- 1987-88:  Fire Brigade SC (10)
- 1988-89:  Sunrise SC (2)
- 1989-90:  Sunrise SC (3)
- 1990-91:  Sunrise SC (4)
- 1991-92:  Sunrise SC (5)
- 1992-93:  Fire Brigade SC (11)
- 1993-94:  Fire Brigade SC (12)
- 1994-95:  Sunrise SC (6)
- 1995-96:  Sunrise SC (7)
- 1996-97:  Sunrise SC (8)
- 1997-98:  Scouts Club (2)
- 1998-99:  Fire Brigade SC (13)
- 2000: No es disputà
- 2000-01:  Olympique de Moka (1)
- 2002:  AS Port-Louis 2000 (1)
- 2003:  AS Port-Louis 2000 (2)
- 2003-04:  AS Port-Louis 2000 (3)
- 2004-05:  AS Port-Louis 2000 (4)
- 2005-06:  Pamplemousses SC (1)
- 2006-07:  Curepipe Starlight SC (1)
- 2007-08:  Curepipe Starlight SC (2)
- 2008-09:  Curepipe Starlight SC (3)
- 2010:  Pamplemousses SC (2)
- 2011:  AS Port-Louis 2000 (5)
- 2011-12:  Pamplemousses SC (3)
- 2012-13:  Curepipe Starlight SC (4)
- 2013-14:  Cercle de Joachim SC (1)
- 2014-15:  Cercle de Joachim SC (2)
- 2015-16:  AS Port-Louis 2000 (6)
- 2016-17:  Pamplemousses SC (4)
- 2017-18:  Pamplemousses SC (5)
- 2018-19:  Pamplemousses SC (6)
- 2019-20: Abandonat pel COVID-19
- 2020-21: Abandonat pel COVID-19
- 2021-22: No es disputà pel COVID-19
- 2022-23:  GRSE Wanderers (1)